# Goričko
Goričko ist eine Region in Slowenien. Die Hügellandschaft ist die nördlichste der drei Regionen der historischen Landschaft Prekmurje (Goričko im Norden, Ravensko in der Mitte und Dolinsko im Süden).

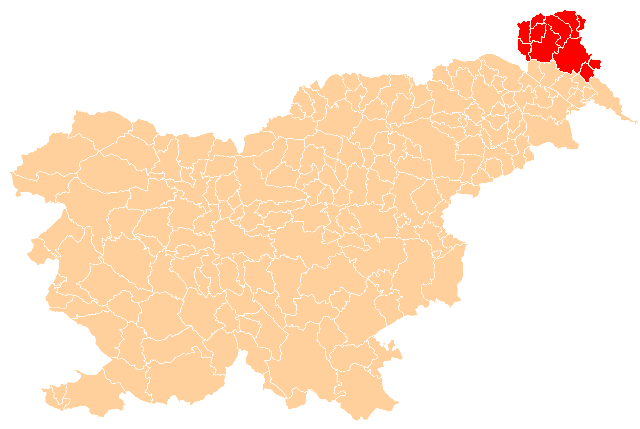
Lage von Goričko im Nordosten Sloweniens

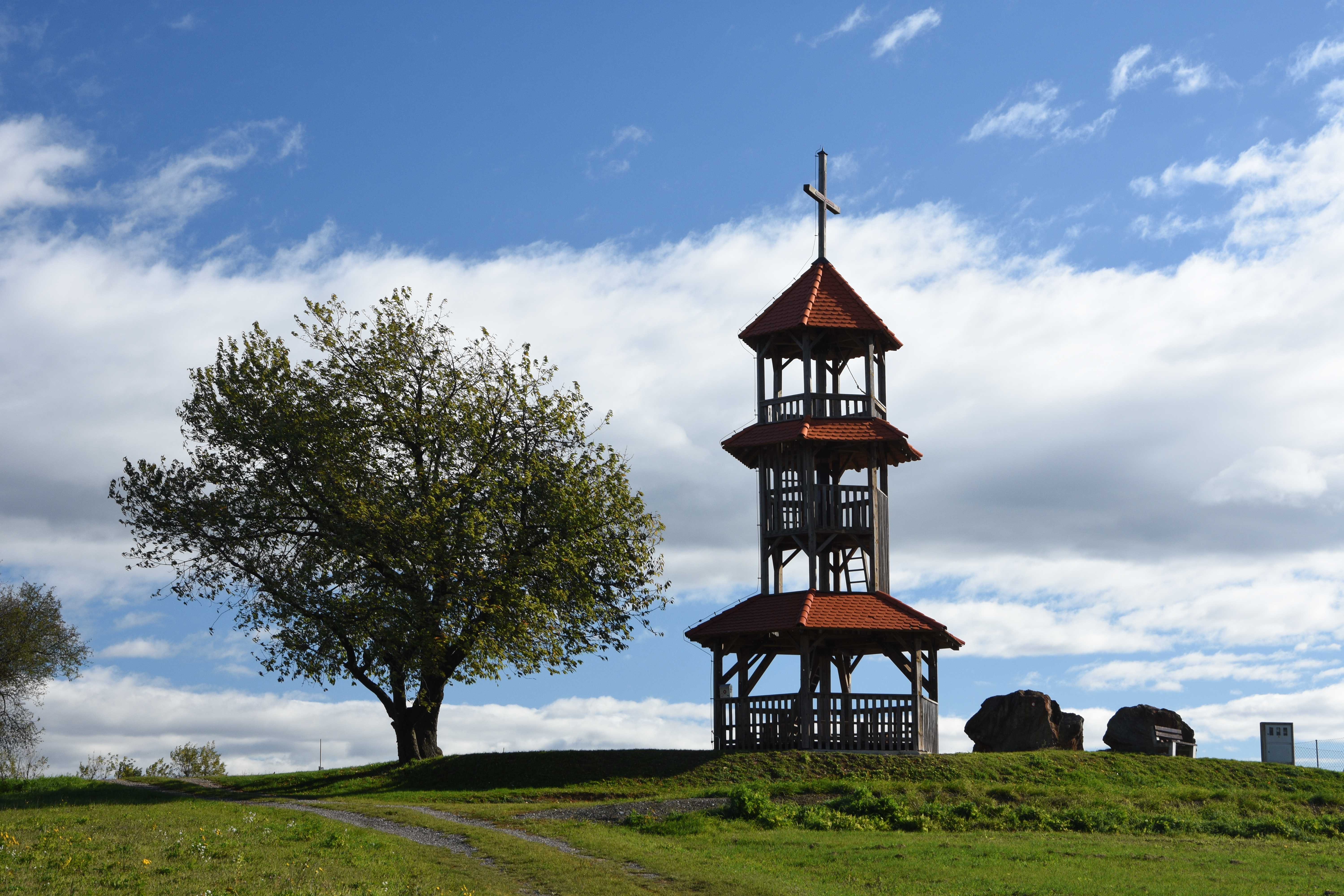
Aussichtswarte und Glockenturm am Sotinski breg

## Lage
Goričko grenzt im Nordwesten und Westen an Österreich, im Osten und Nordosten an Ungarn. Im Süden geht das Hügelland in die Ravensko-Ebene um Murska Sobota über.
Goričko umfasst die elf Gemeinden Cankova, Dobrovnik, Gornji Petrovci, Grad, Hodoš, Kobilje, Kuzma, Moravske Toplice, Puconci, Rogašovci und Šalovci. Der Sotinski breg ist mit 418 m. i. J. die höchste Erhebung. Im Süden des Gebiets liegt das Hochwasserrückhaltebecken und Natura-2000-Gebiet Ledavsko jezero.

## Geschichte

Logo des Naturparks

Die Region Goričko war während einer sehr langen Zeit durchwegs bewaldet und deshalb nie sehr dicht besiedelt. Bereits in frühesten Zeiten besiedelten die Menschen diese sanfte Hügelwelt und nannten sie Goričko, nach gorice, dem slowenischen Wort für Weinberge. Um die Jahrhundertwende war ein Drittel der Gesamtbevölkerung ausgewandert, als die Reblaus fast alle Weinstöcke vernichtete.
Am 9. Oktober 2003 wurde der Naturpark Krajinski Park Goričko gegründet. Er umschließt sämtliche elf Gemeinden. Das Besucherzentrum des Parks ist auf Schloss Grad, einem der größten Schlösser in Slowenien. Der Park grenzt im Norden an den ungarischen Őrség-Nationalpark und im Westen an den österreichischen Naturpark Raab an. Zusammen bilden sie den länderübergreifenden, 1044 km² großen Naturpark Raab-Őrség-Goričko.